# Pico hidro

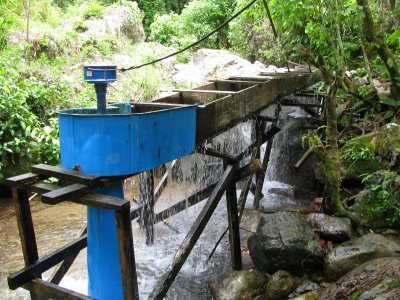
Un sistema picohidráulico creado por el proyecto Sustainable Vision de la Universidad de Baylor

Pico hidro es un término utilizado para la generación de energía hidroeléctrica de menos de 5 kW. Estos generadores han demostrado su utilidad en comunidades pequeñas y remotas que solo necesitan una pequeña cantidad de electricidad, por ejemplo, para alimentar una o dos bombillas fluorescentes y un televisor o una radio en unos 50 hogares. Incluso las turbinas más pequeñas, de 200-300 W, pueden alimentar una sola casa en un país en desarrollo con una caída de solo un metro. Las instalaciones picohídricas suelen ser de corriente, lo que significa que no se crea un embalse de agua, sino que solo es habitual un pequeño vertedero, las tuberías desvían parte del caudal, lo hacen descender por una pendiente y pasa por la turbina antes de ser devuelto a la corriente.
Al igual que otras fuentes de generación de energía hidroeléctrica y renovable, la contaminación y el consumo de combustibles fósiles se reducen, aunque todavía suele haber un costo ambiental para la fabricación del generador y los métodos de distribución.

## Plantas hidroeléctricas de bricolaje a pequeña escala
Con una creciente comunidad de bricolaje y un interés cada vez mayor por la "energía verde" respetuosa con el medio ambiente, algunos aficionados se han esforzado por construir sus propias centrales hidroeléctricas a partir de viejos molinos de agua, de kits o desde cero. La comunidad de bricolaje ha utilizado molinos de agua abandonados para montar una noria y componentes de generación eléctrica. Este enfoque también se ha popularizado en la serie de televisión It's Not Easy Being Green. Suelen ser turbinas más pequeñas, de unos 5 kW o menos A través de Internet, la comunidad puede ahora obtener planos para construir turbinas hidráulicas DIY, y hay una tendencia creciente a construirlas para las necesidades domésticas. Las centrales hidroeléctricas de bricolaje se utilizan ahora tanto en los países desarrollados como en los países en desarrollo, para abastecer de energía a las residencias y a las pequeñas empresas. Hay dos ejemplos de picohidroeléctricas en las ciudades de Kithamba y Thimba, en la provincia central de Kenia. Producen 1,1 kW y 2,2 kW, respectivamente. Los habitantes de la zona recibieron formación para mantener los sistemas hidroeléctricos. Las picohidroeléctricas de Kenia ganaron los premios Ashden a la energía sostenible.
Utilizando un sistema de almacenamiento por bombeo de cisternas y pequeños generadores, pico hydro también puede ser eficaz para sistemas domésticos de "circuito cerrado".

## Fabricantes
En Vietnam, varios fabricantes chinos han vendido picopotenciadores a precios tan bajos como 20-70 dólares por un picopotenciador de 300-500 W. Sin embargo, se dice que los dispositivos vendidos son de baja calidad y pueden dañar los equipos conectados si se conectan incorrectamente.
Sam Redfield, del Grupo de Desarrollo de Infraestructuras Apropiadas (AIDG), ha desarrollado un picogenerador hecho con una tubería de PVC común y un alternador Toyota modificado alojado en un cubo de cinco galones. El generador se ha desarrollado para proporcionar energía a las comunidades sin acceso a la red eléctrica en los países en desarrollo. Concebido como una fuente de energía para cargar teléfonos móviles, proporcionar iluminación y cargar baterías, el generador está diseñado para ser fabricado por artesanos con conocimientos básicos y puede construirse por menos de 150 dólares. El alternador Toyota utilizado en el generador se ha convertido en un alternador de imán permanente que permite generar energía a bajas revoluciones. El generador hidroeléctrico de cubo de cinco galones fue objeto de un grupo de trabajo en la Cumbre Internacional de Diseño para el Desarrollo (IDDS) de 2008 en el Instituto Tecnológico de Massachusetts. Durante el verano de 2013, se completó un proyecto energético en Abra Málaga, Perú, utilizando el generador de cubos.
Se ha creado un sitio web como foro para ideas y otras iteraciones del generador que incluye un manual de construcción. Las bombas de agua centrífugas comunes se pueden operar en reversa para actuar como turbinas. Si bien estas máquinas rara vez tienen características hidráulicas óptimas cuando se operan como turbinas, su disponibilidad y bajo costo las hacen atractivas.

## Distancia de transmisión
Si la energía se utilizará a más de 30 metros (100 pies) del generador, la distancia de transmisión puede ser una consideración importante. Muchos sistemas pequeños utilizan alternadores de automóvil que producen 12 V CC y posiblemente cargan una batería. Por ejemplo, un sistema de 12 V que produce 1 kW de potencia tiene un flujo de 80 A y el tamaño del cable es de calibre 4. El coste de compra de dos hilos de cable de 1000 pies de longitud para este voltaje y amperaje solía ser de 2400 dólares (US) en 2015. Para evitar un costo de cable tan grande se requiere un voltaje más alto y una corriente más baja. Si en su lugar se utiliza un alternador de 240 VAC, el flujo es de sólo 4 A a lo largo de 1000 pies de cable de calibre 18 que cuesta 180 dólares (US). El coste del cable hizo que Norteamérica utilizara 120/240 VAC después de que el voltaje de CC perdiera la guerra de las corrientes a finales de 1800. Otro enfoque para reducir los costes del cable es tener un alternador de 12 VDC con una conexión corta de alta corriente a un inversor que emita 120 VAC o 240 VAC a una corriente mucho más baja en una longitud larga de cable más fino.
- Pequeña hidroeléctrica de 1 a 20 MW
- Energía hidroeléctrica
- Energía renovable
- Energía sostenible